# Masbrough
Pour le comté actuel, voir Yorkshire de l'Ouest.
 (décembre 2023).
Si vous disposez d'ouvrages ou d'articles de référence ou si vous connaissez des sites web de qualité traitant du thème abordé ici, merci de compléter l'article en donnant les références utiles à sa vérifiabilité et en les liant à la section « Notes et références ».
Masbrough est une banlieue de Rotherham, dans le Yorkshire du Sud, en Angleterre. Cette banlieue (brough) située à l'ouest de Rotherham et sur la rive gauche de Don prit son nom au milieu de la révolution industrielle. Faisant historiquement partie de la West Riding of Yorkshire, Masbrough se trouve dans le District métropolitain de Rotherham, au centre-ville à 0,8 km à l'ouest du centre-ville de Rotherham.
Une partie de ses terres au nord se trouve aujourd'hui dans le manoir de Kimberworth, l'autre banlieue ouest de Rotherham (on notera que Masbrough n'a été citée dans l'étude Domesday Book de 1086).